# Dušan Anđelković
Dušan Anđelković (in serbo Душан Анђелковић?; Kraljevo, 15 giugno 1982) è un ex calciatore serbo, di ruolo difensore.

## Carriera
Debutta nella squadra della sua città, lo Sloga Kraljevo, nel 2001, a 19 anni, e l'anno seguente viene ingaggiato dal Mladost Lučani, con cui ben impressiona. Si trasferisce poi al Radnički Jugopetrol e nell'estate del 2005 all'FK Voždovac, dove rimane fino al gennaio 2006 quando viene ingaggiato dalla Stella Rossa, con cui vince un campionato di Serbia e Montenegro e un campionato serbo, oltre che una Coppa di Serbia e Montenegro e una Coppa di Serbia.
Nell'estate del 2008 si trasferisce in Turchia, al Kocaelispor.

## Statistiche

### Cronologia presenze e reti in nazionale
| Cronologia completa delle presenze e delle reti in nazionale ― Serbia | Cronologia completa delle presenze e delle reti in nazionale ― Serbia | Cronologia completa delle presenze e delle reti in nazionale ― Serbia | Cronologia completa delle presenze e delle reti in nazionale ― Serbia | Cronologia completa delle presenze e delle reti in nazionale ― Serbia | Cronologia completa delle presenze e delle reti in nazionale ― Serbia | Cronologia completa delle presenze e delle reti in nazionale ― Serbia | Cronologia completa delle presenze e delle reti in nazionale ― Serbia |
| Data                                                                  | Città                                                                 | In casa                                                               | Risultato                                                             | Ospiti                                                                | Competizione                                                          | Reti                                                                  | Note                                                                  |
| --------------------------------------------------------------------- | --------------------------------------------------------------------- | --------------------------------------------------------------------- | --------------------------------------------------------------------- | --------------------------------------------------------------------- | --------------------------------------------------------------------- | --------------------------------------------------------------------- | --------------------------------------------------------------------- |
| 24-11-2007                                                            | Belgrado                                                              | Serbia                                                                | 1 – 0                                                                 | Kazakistan                                                            | Qual. Euro 2008                                                       | -                                                                     |                                                                       |
| Totale                                                                |                                                                       | Presenze                                                              | 1                                                                     |                                                                       | Reti                                                                  | 0                                                                     |                                                                       |

## Palmarès

### Club

#### Competizioni nazionali
- Campionati di Serbia e Montenegro: 1

Stella Rossa Belgrado: 2005-2006
- Campionati di Serbia: 1

Stella Rossa Belgrado: 2006-2007
- Coppe di Serbia e Montenegro: 1

Stella Rossa Belgrado: 2006
- Coppe di Serbia: 1

Stella Rossa Belgrado: 2007